# Fort Jaigarh
Fort Jaigarh (Hindi : जयगढ़ क़िला) est situé sur un promontoire rocheux appelé "Cheel ka Teela" (colline des Aigles) dans le massif des Aravalli. Il surplombe le fort d'Amber et le lac Maota, près de Jaipur, dans l'État du Rajasthan en Inde,. Le fort a été construit sous le règne de Jai Singh II en 1726 pour protéger le fort d'Amber et ses palais,,.
Le fort, robuste et semblable dans sa structure au fort d'Amber, est également connu sous le nom de "fort de la Victoire". 
Il mesure 3 km de long sur 1 km de large. C'est l'un des plus grands et des mieux conservé du Rajasthan.  
Fort Jaigarh contient un complexe de palais (Laxmi Vilas, Lalit Mandir, Vilas Mandir et Aram Mandir), un arsenal et un musée,,, ainsi que des temples. Le fort est aussi pourvu de casernements, de magasins de vivres, d'une armurerie, d'une poudrière et des réserves d'eau nécessaires à la tenue d'un siège. Le fort Jaigarh forme un seul ensemble avec le fort d'Amber auquel il est relié par un réseau de galeries souterraines ou couvertes.
Un canon nommé Jaivana se trouve dans l'enceinte du fort. Il a été fabriqué dans la fonderie de canon de l'arsenal proche et était alors le plus grand canon sur roues du monde,.

## Géographie
Le fort Jaigarh, situé à 600 m d'altitude sur l'un des sommets de la chaîne des collines d'Aravalli, est construit à environ 400 m au-dessus du fort d'Amber. Il offre une excellente vue sur les collines alentour, leur réseau de fortifications et sur Amber.
L'ensemble fortifié est à 10 km de Jaipur. Il se trouve sur une courte dérivation de l'autoroute Jaipur-Delhi, qui conduit au canon Jaivana à la « porte de Dungar » (Dungar Darwaza). La même route conduit à un autre fort important appelé le fort Nahargarh qui surplombe Jaipur. Fort Jaigarh peut également être atteint à partir du fort d'Amber par une courte montée le long d'une colline escarpée, qui mène à la « porte Awami » près du musée du fort,.

## Histoire

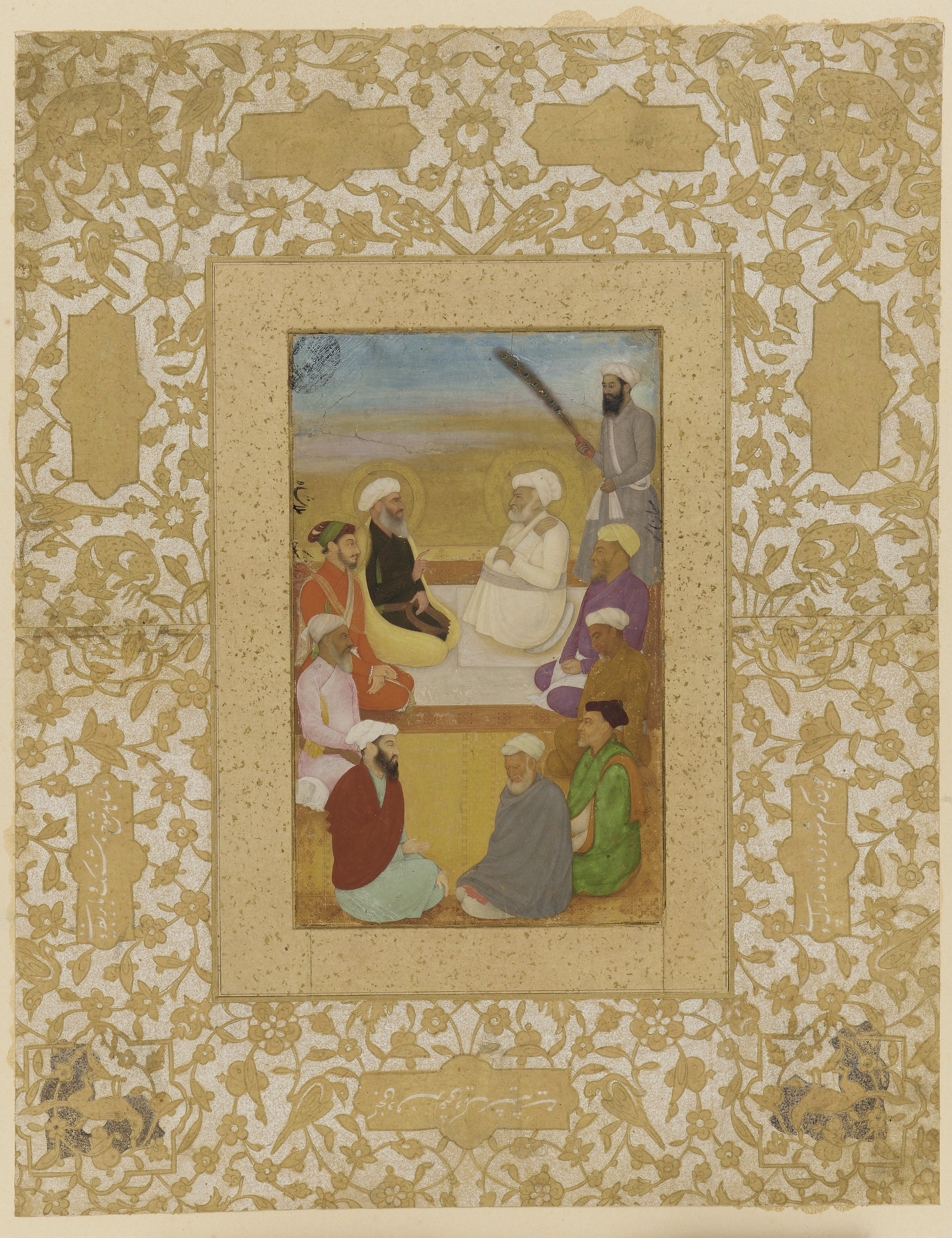
Dârâ Shikôh est chargé du commandement de l'avant-poste du fort Jaigarh.

La ville d'Amber était connue dans la période antique et médiévale comme s'appelant Dhundhar (sens attribué à une monture sacrificielle dans les frontières occidentales). 
Ce qui est connu de nos jours comme le fort Jaigarh était en fait alors la principale structure défensive plutôt que le palais lui-même. Les deux structures sont interconnectées par une série d'enceintes fortifiées et de tunnels. 
Gouverné par le clan Kachwaha à partir du Xe siècle l'histoire d'Amber et de Jaigarh est indéfectiblement liée à ces souverains, car ils ont fondé leur empire à Amber.

## Description
Le fort est solidement protégé par des remparts épais de grès rouge, sur ses 3 km de long et 1 km de large. Les remparts dans chaque angle sont inclinés et donnent accès aux structures de niveau supérieur. 
La forme générale de l'ouvrage est un rectangle très allongé, composé de trois parties sensiblement orientées Nord-Sud, le rectangle central étant décalé vers l'Ouest.
- Au Nord, se trouvent un magnifique jardin carré de 50 m par 50 et l'ensemble des palais, ainsi que la fonderie de canons. Les palais sont composés de chambres et de salles aux fenêtres grillagées. Chacun d'eux était utilisé selon la saison, l'occasion ou l'humeur des souverains. Ils sont décorés avec goût, ornés d'auvents, de colonnades sculptées dans des styles architecturaux différents. Dominant la place d'armes, le Subhat Niwas était la tribune d'où le maharajah s'adressait à ses troupes et tenait conseil avec son état-major.
- Au centre, on trouve la place d'arme (Jaleb Chowk) et une cour avec trois citernes pour l'eau et des magasins de vivres.
- Au sud, la zone est ceinte d'épaisses murailles qui entourent une réserve d'eau de pluie. Un fortin appelé "Vijay Garhi" était utilisé comme armurerie et comme poudrière. La tour de garde est érigée à proximité, face à l'Est pour surveiller les abords du fort d'Amber et au-delà. C'est à l'extrémité sud du cette partie qu'est exposé le canon Jaivana[7].

L'Aram Mandir et le jardin dans sa cour, sur le côté nord du complexe du fort, a une triple entrée cintrée l'Awani Darwaza qui a été rénovée.
La porte à trois arches Awani Darwaza possède des motifs peints en rouge et en jaune. Elle fait face à l'ouest. Les éléments architecturaux sont de style indo-persan avec des murs cyclopéens construits avec de la pierre crépie et jointée avec du mortier de chaux. 
Il y a deux temples dans les quartiers du fort, l'un est le temple Ram Harihar du Xe siècle, l'autre est le Kal Bhairav du XIIe siècle.

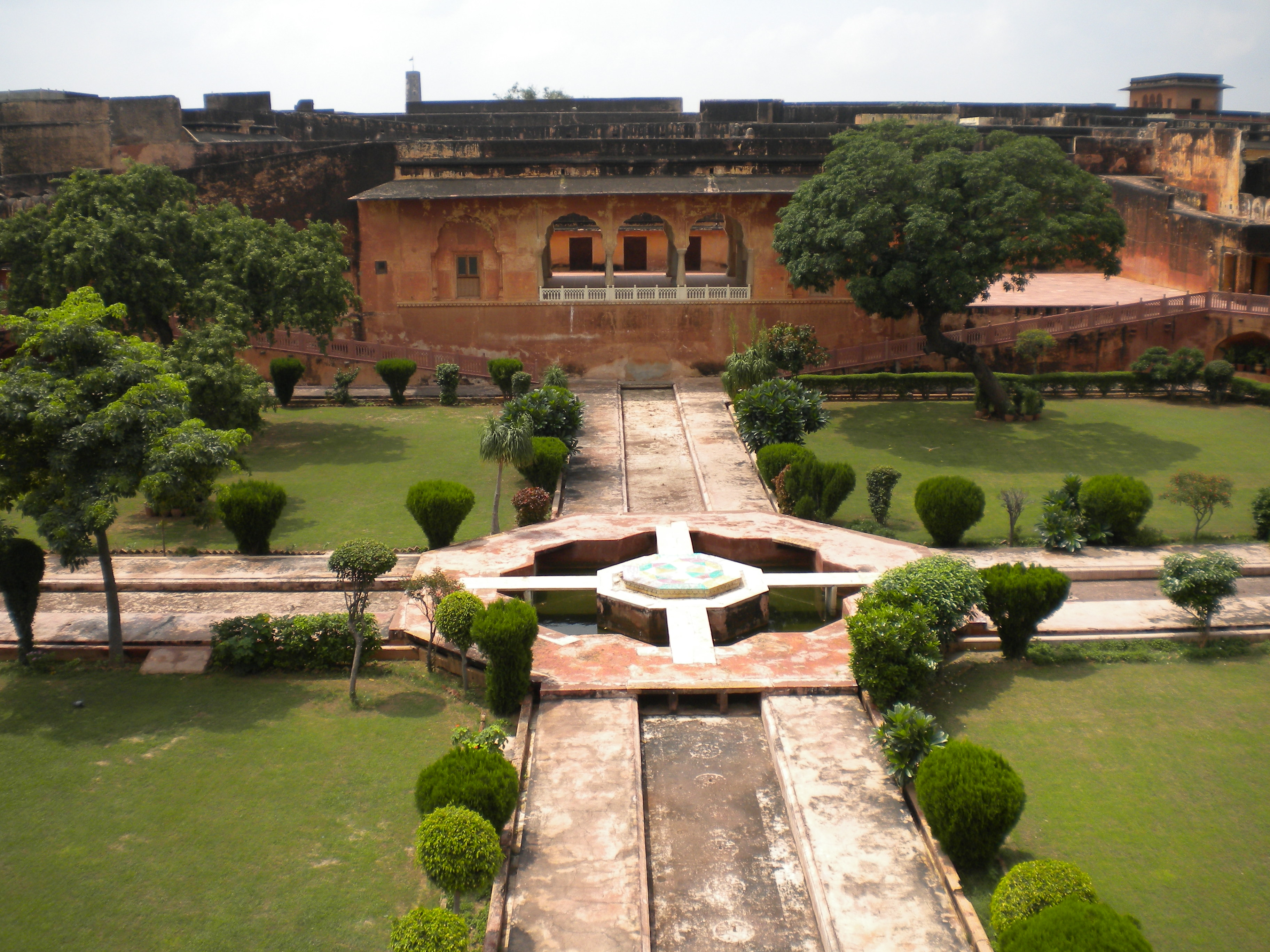
Le jardin du fort (Charbagh garden)

### Les réservoirs
Hors du fort, le lac Sagar (un lac artificiel) situé au Nord est la principale ressource en eau pour les deux forts. L'eau du lac était transportée jusqu'au fort Jaigarh dans des outres en peau à dos d'éléphant ou dans des jarres à dos d'homme, en empruntant une rampe fortifiée prévue à cet effet,,.
Outre le lac Sagar, les capacités nécessaires à l'approvisionnement en eau du fort ont été atteintes en créant des infrastructures de captation d'eau à partir du bassin hydrographique des Aravalli et en acheminant cette eau par un canal situé sur le côté ouest du fort, sur une distance de 4 km jusque sous la cour centrale. Le plus grand réservoir est couvert pour éviter l'évaporation et son toit est soutenu par 18 piliers. Il avait une capacité de 28 000 m3 d'eau, la plus petite citerne contenait environ 5 000 m3. 
Selon des rumeurs, un trésor appartenant aux souverains Kachwaha d'Amber aurait été caché dans les quartiers du fort ou dans ses réservoirs.
La fouille du site a d'abord été ordonnée par le Premier ministre indien Indira Gandhi en 1975-1977. Une recherche a également été lancée, en 1977 dans tous les bâtiments du fort, par le département de l'impôt sur le revenu, en utilisant des détecteurs de métaux,,,.
Une question fut même posée au Parlement de l'Inde en ces termes : "Entre juin 1976 et novembre 1976 à la demande des autorités de l'impôt sur le revenu, la route menant du fort de Jaigarh vers Jaipur et Delhi aurait été fermée au trafic ordinaire pendant un ou deux jours afin de laisser passer des camions militaires transportant des trésors à la résidence du premier ministre, Indira Gandhi ?".
Cependant, la recherche effectuée par une unité de l'armée au fort de Jaigarh, n'a rien trouvé après trois mois de fouilles. On a alors conjecturé que Sawai Jai Singh avait probablement utilisé ce trésor pour construire la ville de Jaipur.
Toutes les recherches menées jusqu'à maintenant ont donc été totalement infructueuses. 

De plus, une grande partie de la zone sud est exempte de construction, le terrain étant utilisé pour collecter l'eau de pluie des moussons.

### Les palais et les temples
Le temple de Ram Harihar est à un angle de Jaleb Chowk. Il est dédié à Vishnou le “Créateur” et à Shiva le “Destructeur”. Le temple de Kal Bhairav est adjacent, Bhairav étant la forme de “Shiva armé”, vénérée comme gardien.

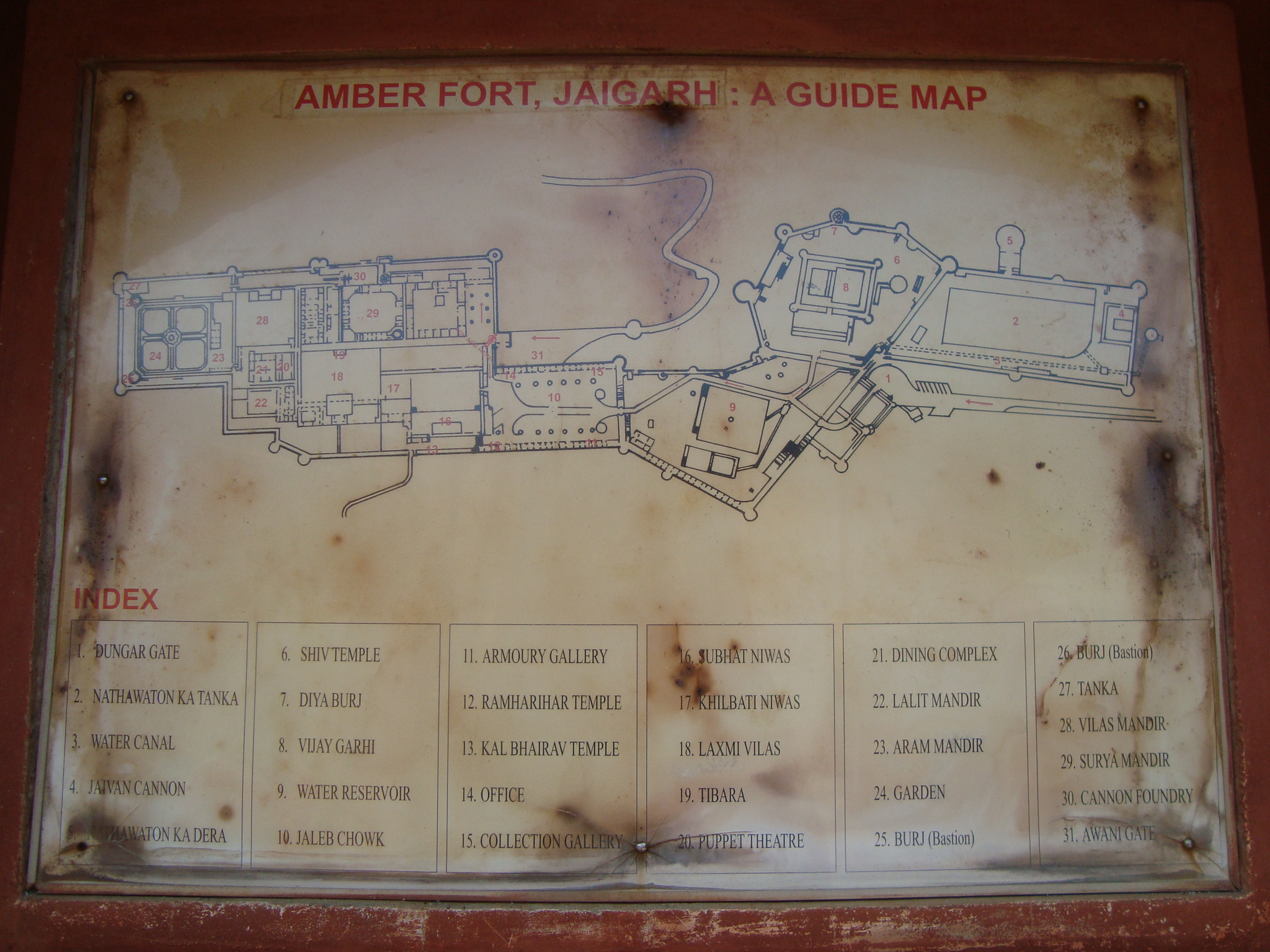
Plan du Fort Jaigarh

Lakshmi Vilas a été construit sous Mirza Raja Jai Singh. C'est l'un des plus beaux palais de l'ensemble.  Le plancher est travaillé avec de l'“araish”, une technique typique du Rajasthan qui produit une surface extrêmement lisse, brillante et sans craquelure. Les arcades et les murs sont simplement mais délicatement ornés.
Lalit Mandir est un palais d'été à deux étages. L'étage supérieur dispose de chambres avec balcons attenants. Les chambres ont des jharokhâ en pierre et des jali pour permettre à la brise fraîche d'entrer. Ce palais offre une vue étendue sur le lac Sagar et les fortifications.
Vilas Mandir, palais construit au XVIIe siècle, était réservé aux dames de la famille royale.
Aram Mandir est un pavillon construit au XVIe siècle pour la détente des souverains devant le jardin royal.
La zone des palais, contient également un théâtre pour les spectacles de marionnettes, de musique et de danse, ainsi qu'un espace ouvert réservé à la restauration, les convives masculins et féminins ayant chacun leur salle à manger.

### L'armurerie
L'armurerie expose un large échantillon d'épées, de boucliers, de pistolets, de mousquets et aussi un boulet de canon de 50 kg. 
Les photos exposées sont de vieilles photographies des Maharajas de Jaipur, à savoir Sawai Bhawani Singh et le Major général Man Singh II qui ont servi dans l'armée indienne comme officiers supérieurs.

### Le musée
Le musée est situé à gauche de la porte d'Awami. Y sont exposés des photographies de la famille royale de Jaipur, des timbres et de nombreux documents, qui comprennent un ensemble circulaire de cartes, un crachoir du XVe siècle et un dessin des palais.

### La fonderie de canons
Pendant le règne de l'empereur Moghol Shâh Jahân, le fort Jaigarh est devenu l'une des fonderies de canons les plus renommées au monde, principalement en raison de l'abondance de mines de fer dans les environs. 
La fonderie de canons possédait un grand tunnel de vent qui aspirant l'air des montagnes vers son four permettait d'atteindre des températures aussi élevées que 1 300 °C. L'air surchauffé servait à fondre le métal. Le métal liquide remplissait d'abord une poche intermédiaire, puis le moule du canon situé dans la fosse de coulée. La plupart de ces canons étaient massifs (presque 5 m de long) et devaient être fondus en une seule coulée. 
Les Rajput avaient également construit un mécanisme ingénieux et d'une grande précision à axe vertical, entraîné par quatre paires de bœufs. Une démultiplication permettait d'atteindre une grande vitesse de rotation afin d'utiliser cet appareil pour aléser le tube des canons. 
Quand la guerre de succession moghole a éclaté en 1658, Dârâ Shikôh - successeur désigné de son père Shâh Jahan - assurait le commandement de l'avant-poste du fort Jaigarh, jusqu'à ce qu'il ait été défait et, comme ses deux autres frères et leur père, exécuté par son frère cadet Aurangzeb. 
Plus tard cependant, l'empereur moghol Muhammad Akbar Shâh nomme par firman Jai Singh II comme le "Qiladar" moghol officiel du fort Jaigarh. Éminent savant de son époque, Jai Singh II est réputé avoir ainsi fait mouler le grand canon Jaivana en utilisant la fonderie et les dispositifs du fort.

### Le canon "Jaivana"

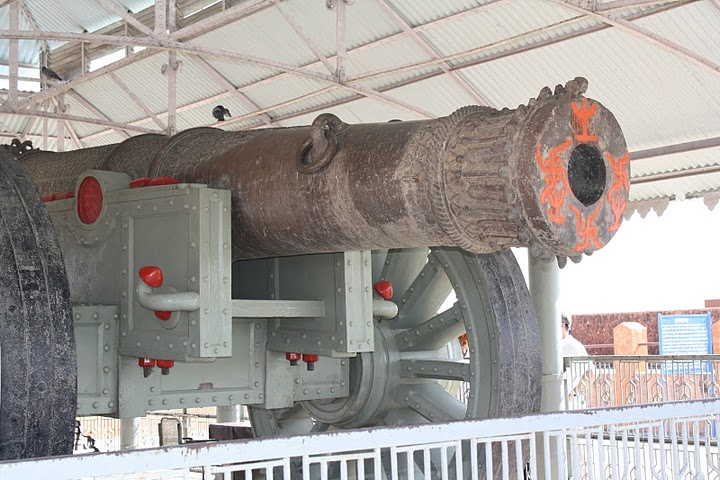
Le canon Jaivana

Le fort Jaigarh était un centre de production d'artillerie Rajput. Il abrite aujourd'hui le Jaivana. Au moment de sa fabrication en 1720, il était le plus grand canon du monde sur roues,. Le Jaivana a été fabriqué pendant le règne du Maharaja Sawai Jai Singh II (1699-1743).
La fonderie où il a été fabriqué est également située au fort. Une plaque à l'entrée de l'enceinte où le canon est exposé, donne des informations pertinentes sur l'histoire du canon, sa taille et son utilisation. Le canon n'a jamais été utilisé dans aucune bataille car les dirigeants Rajput d'Amber avaient à cette époque des relations amicales avec les souverains moghols. D'ailleurs le bon état de conservation du fort en témoigne,,. 
Le canon n'a tiré qu'une seule fois avec une charge de 100 kg de poudre et le boulet a été propulsé à une distance d'environ 35 km,.
Le canon mesure 6,15 m de longueur et pèse 50 tonnes. Il tire des boulets de 51 cm de diamètre. Le tube est décoré de sculptures qui représentent des arbres, une suite d'éléphants et une paire de canards. Il est monté sur roues et l'essieu arrière est monté sur un pivot à galets, pour pouvoir le tourner sur 360° et faire feu dans n'importe quelle direction. 
Un abri d'étain a été construit pour protéger le canon contre les intempéries. Le canon avait une portée de plus de 32 km et envoyait des boulets de 50 kg,.
Un second canon construit en 1691 est présenté sur le site. Nommé Bajrangvana il est orné de deux dauphins sur son tube. Il était amené sur le champ de bataille par 32 bœufs. Son tube est manchonné en fer afin d'être plus résistant au frottement des boulets.

## Galerie

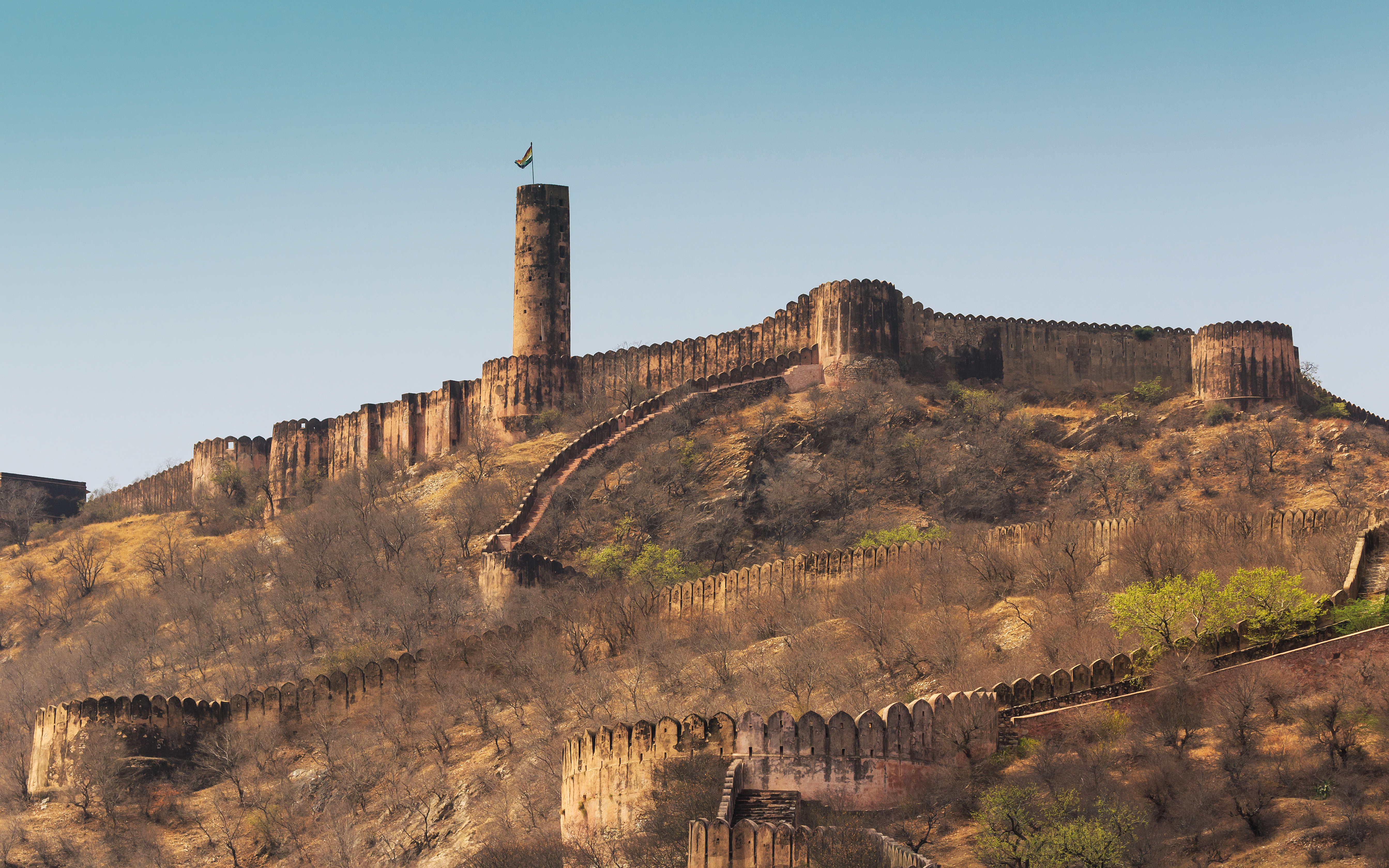
Fort Jaigarh vu depuis le fort d'Amber.
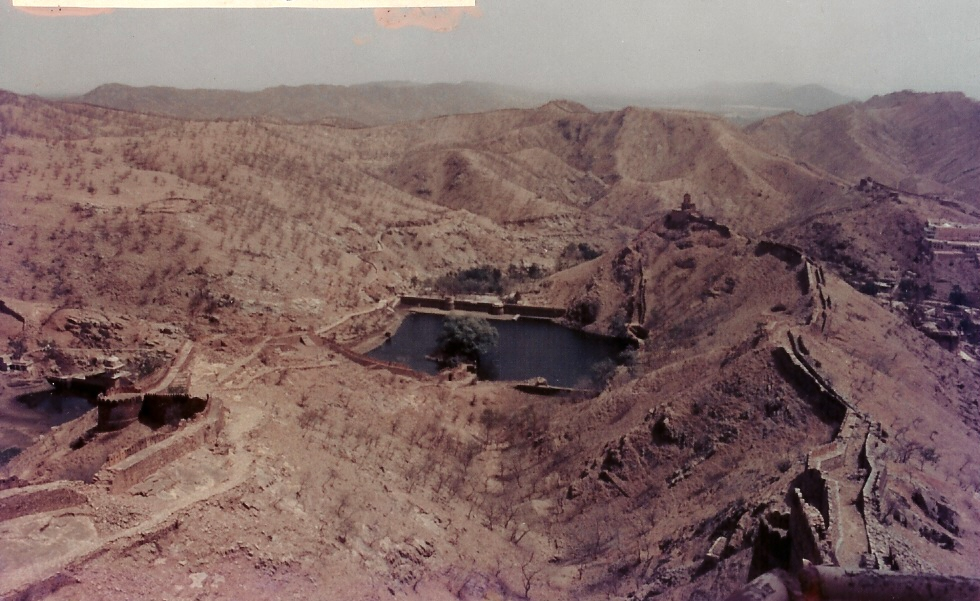
Vue sur le massif de l'Aravalli depuis fort Jaigarh.
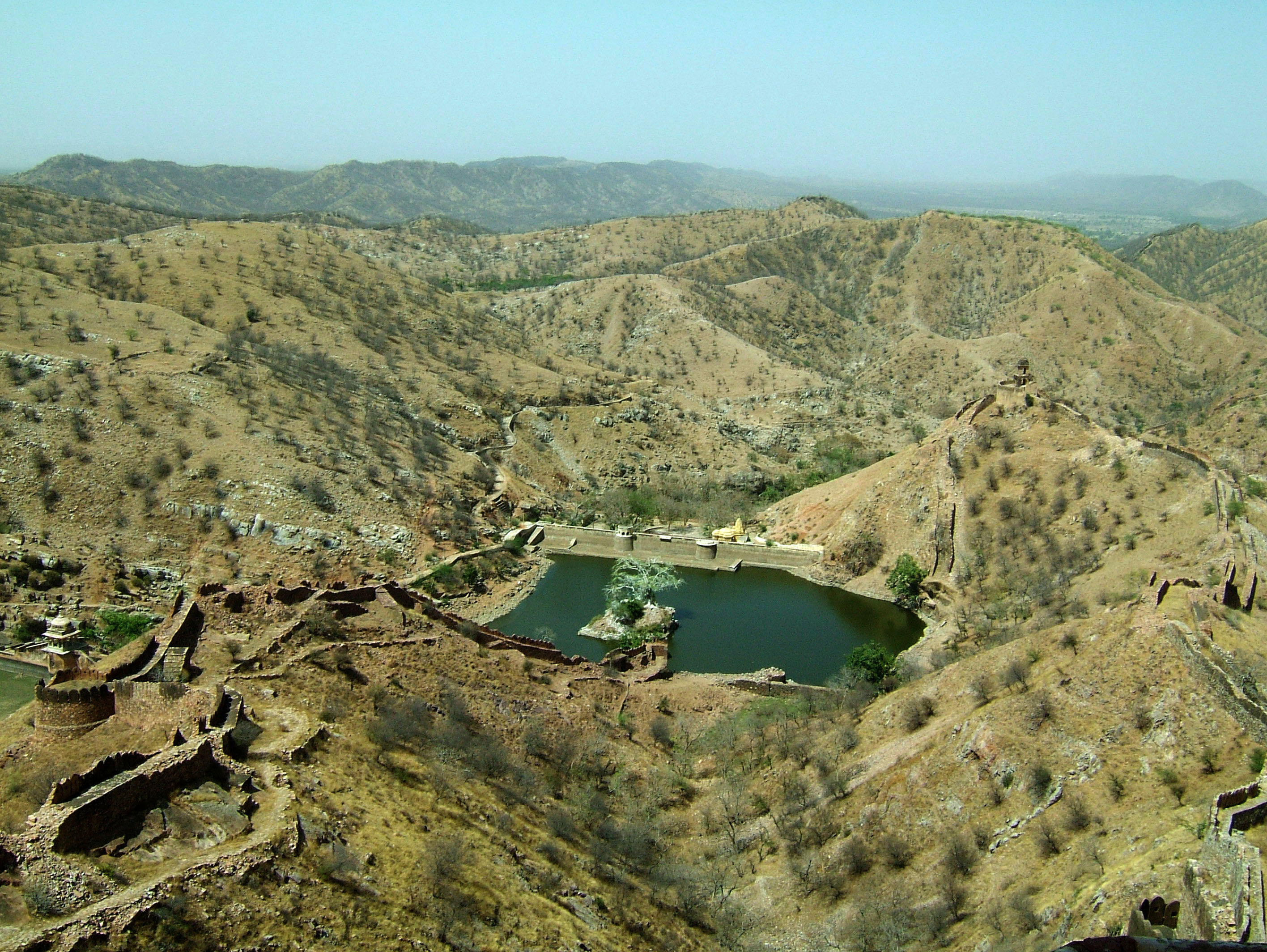
Le réservoir d'eau.
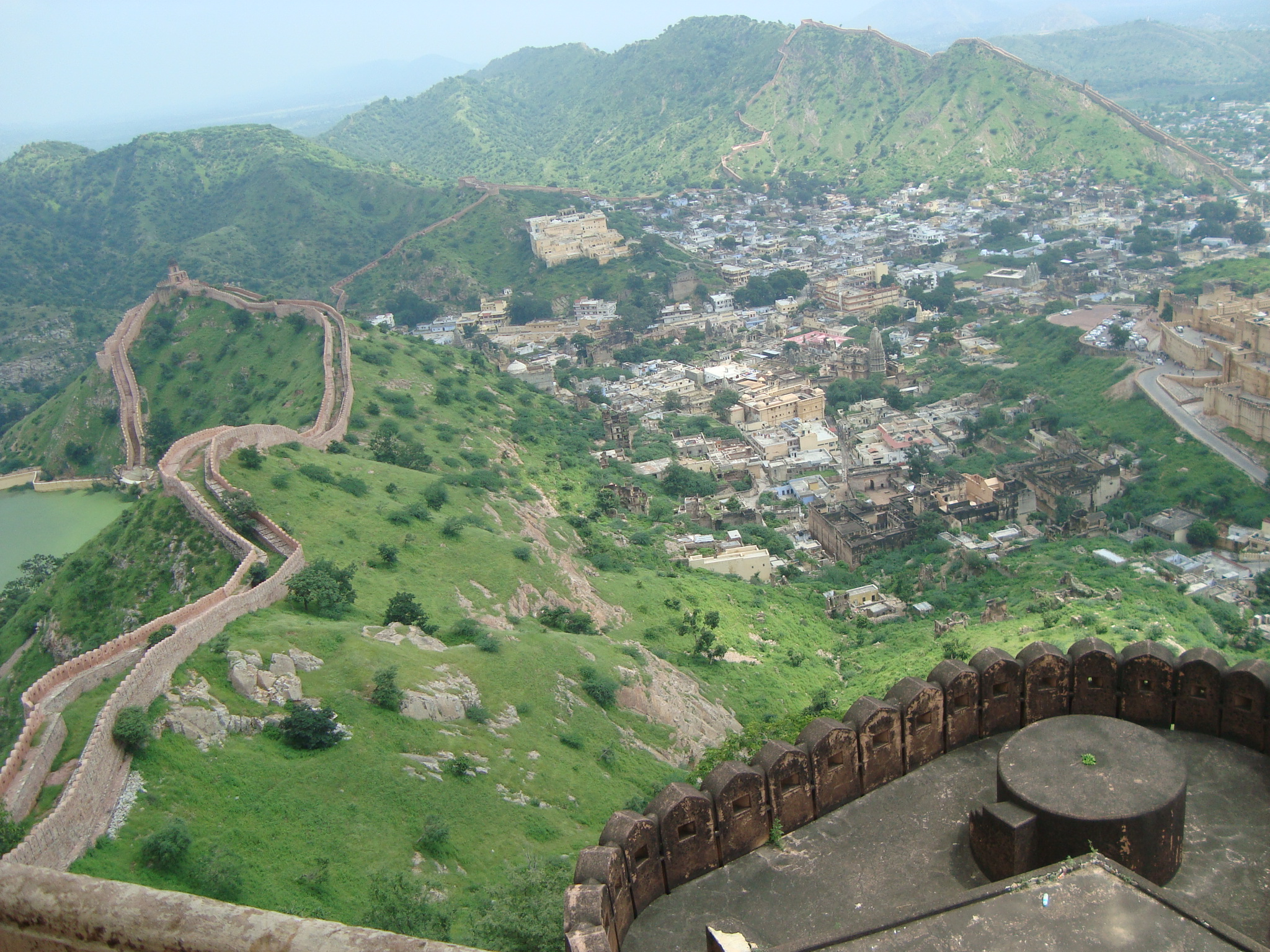
Une partie du réseau de fortifications qui défendaient Jaipur

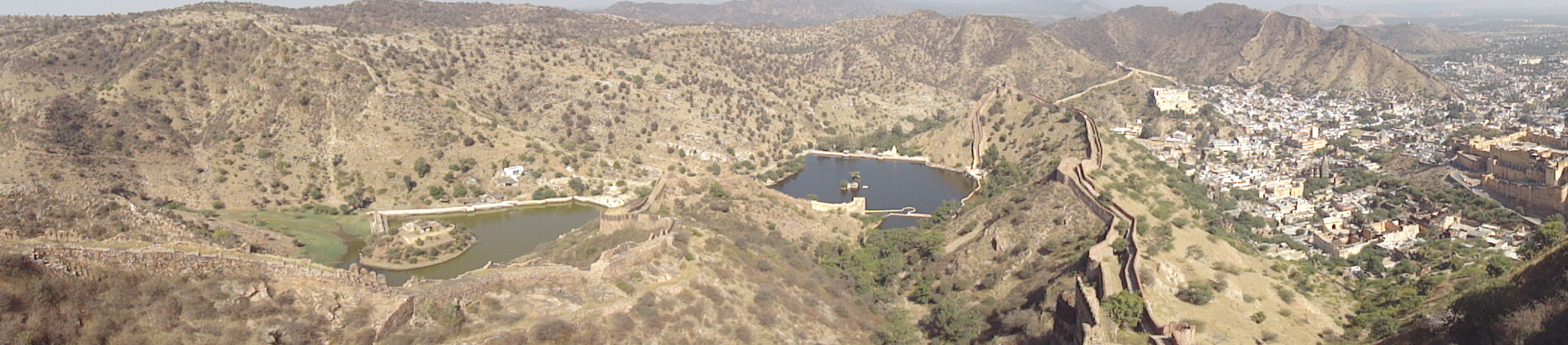
Vue panoramique depuis le fort Jaigarh.